# Montipora foveolata
Montipora foveolata är en korallart som först beskrevs av James Dwight Dana 1846.  Montipora foveolata ingår i släktet Montipora och familjen Acroporidae. IUCN kategoriserar arten globalt som nära hotad. Inga underarter finns listade i Catalogue of Life.